# 利斯納塔爾諾維齊亞
48°40′49″N 24°37′20″E / 48.68028°N 24.62222°E
利斯納塔爾諾維齊亞（烏克蘭語：Лісна Тарновиця），是烏克蘭的村落，位於該國西部伊萬諾-弗蘭科夫斯克州，由納德沃爾納亞區負責管轄，始建1367年，面積13.31平方公里，2001年人口1,675，人口密度每平方公里125.9人。